# Acento cordobés

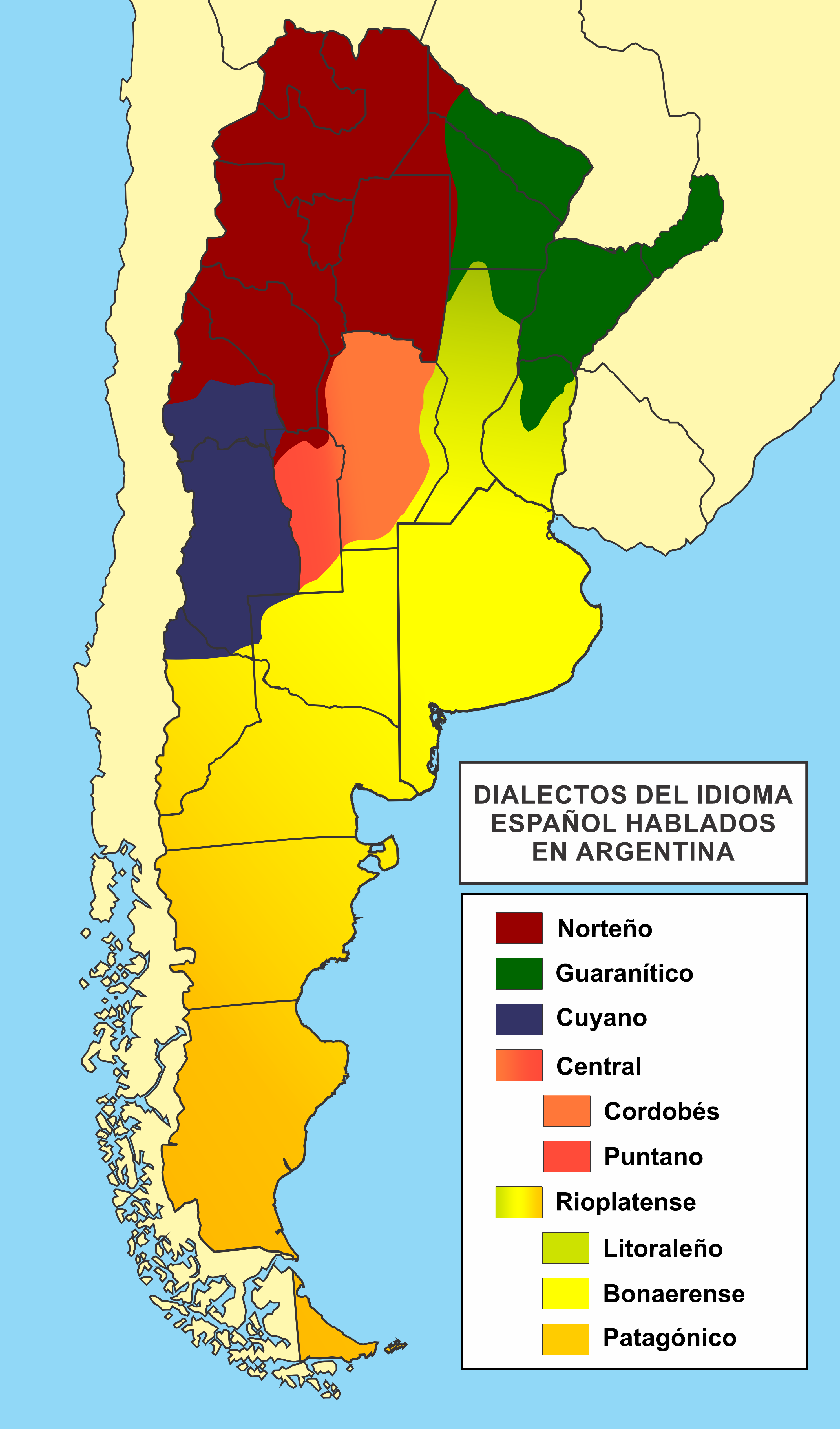
Variantes del idioma español habladas en Argentina según Berta Elena Vidal de Battini.

El dialecto cordobés es un rasgo distintivo del habla de los habitantes de la Ciudad de Córdoba, Argentina, y de una gran extensión aledaña a esta. Se trata de un dialecto cuya entonación (tonada en Argentina) característica y popularmente conocida a nivel nacional: la tonada cordobesa, que es motivo de constantes referencias humorísticas en los relatos populares y en los medios de la Argentina.
Este acento no parece relacionarse con ningún otro acento de la región y se supone que proviene de un sustrato lingüístico de los comechingones, que en su última época poblaron ese territorio. En cuanto a la tonada, que se extiende a los departamentos centrales y penetra apenas por Santiago del Estero, cabe destacar que el rasgo distintivo es la prolongación en el sonido de la vocal de la sílaba anterior a la tónica, también en las vocales de la sílaba tónica en palabras esdrújulas de tres sílabas.
Entre los localismos más habituales están: El uso de algunas contracciones, apócopes, y elisión de fonemas (como la eliminación de la "c", la "p" y la "b" si se encuentran antes de la "t"), el uso de diptongos en palabras que no los llevan, o su omisión en palabras que deben llevarlo, o en algunos casos el reemplazo de la "o" por la "u".
Otras características del acento cordobés es que no se pronuncia la “s” final, en el acento Cordobés no existe el yeísmo rehilado como en el Español rioplatense, cuando la letra "i" está al lado del dígrafo "Ll" se alarga la vocal sustituyendo los dos fonemas, la vibrante múltiple alveolar se sustituye por una fricativa retrofleja sonora /ʐ/.

## Consideraciones
Según Donni de Mirande (1991) y Vidal de Battini (1964), el dialecto cordobés (o central), abarca la mayor parte de las provincias de Córdoba y San Luis (influida por ser próxima y el impacto de los medios de comunicación cordobeses).
Según explica Lucio V. Mansilla en el capítulo once de su Excursión a los indios ranqueles, para ser cordobés basta con estirar la sílaba anterior a la tónica:

-Como úsia quiera, contesto el Cautivo, con esa tonada cordobesa que consiste en un pequeño secreto -como lo puede leer el curioso lector o lectora-: en cargar la pronunciación sobre las letras acentuadas y prolongar lo más posible la vocal o la primera sílaba. En haciendo esto ya es uno cordobés. No hay más que ensayarlo.
 Lucio Victorio Mansilla